# Traun-Blaustern
Der Traun-Blaustern (Scilla drunensis) ist eine Pflanzenart aus der Gattung der Blausterne (Scilla).

## Merkmale

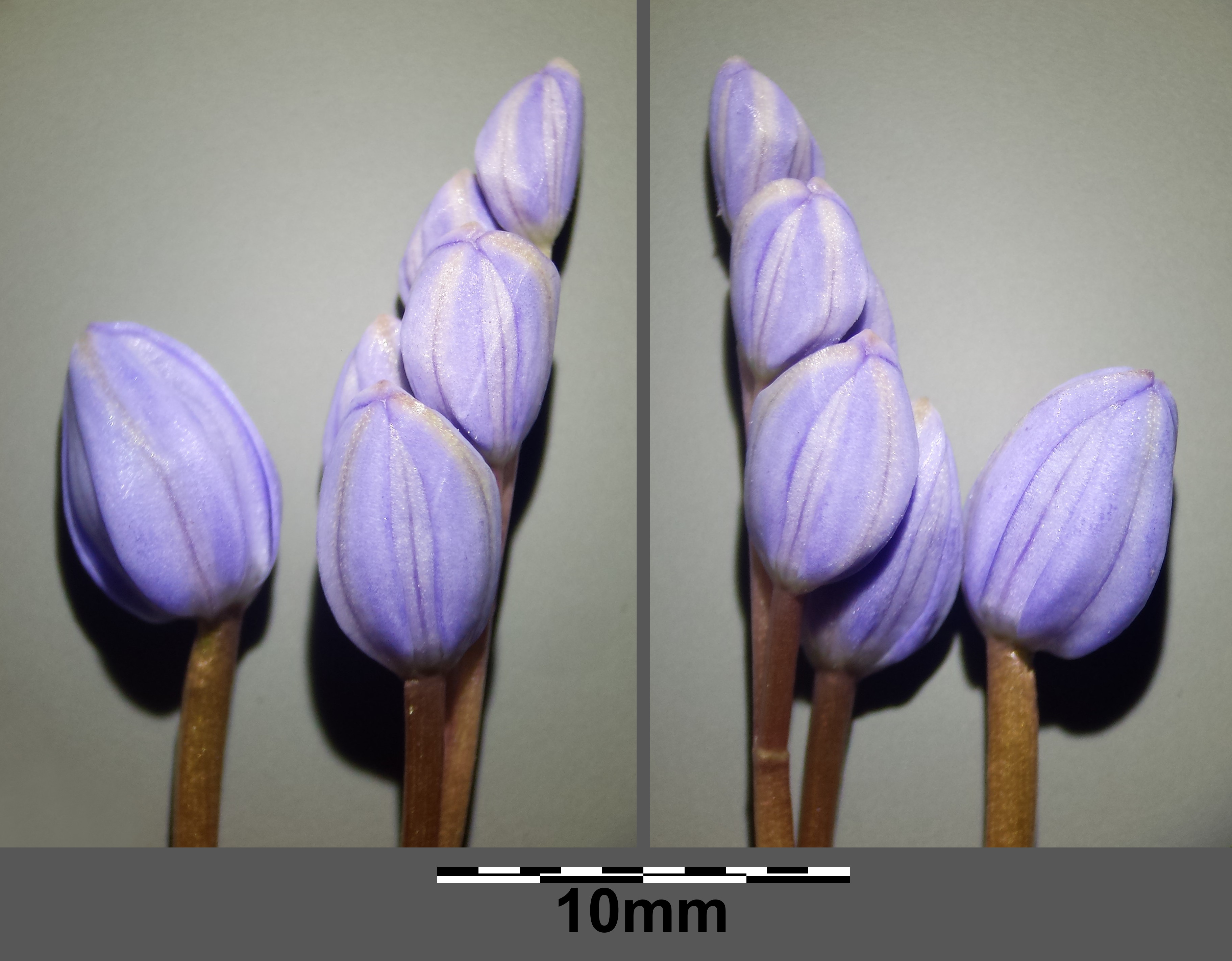
Knospenstand

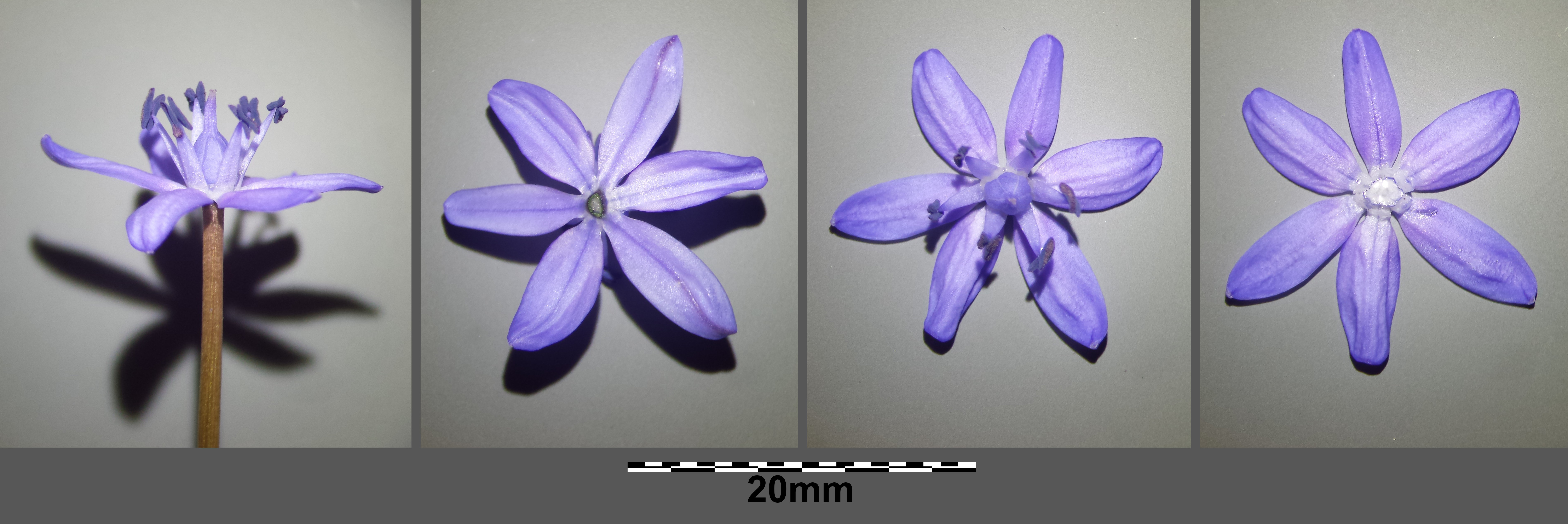
Blüte; Seiten-, Unter- und Oberansicht, rechts Fruchtknoten und Staubblättern entfernt

Der Traun-Blaustern ist eine ausdauernde, krautige Pflanze, die Wuchshöhen von 5 bis 20 cm erreicht. Dieser Geophyt bildet Zwiebeln als Überdauerungsorgane aus. Die Blütenknospen sind graublau bis violett. Der Fruchtknoten ist blau, die Laubblätter grasgrün. Die Perigonblätter sind 9 bis 10 mm lang und hellgraublau-violett. Die Stängel sind grün. Die Samen sind frisch olivbraun, trocken dunkelbraun, und 2,5 bis 3,5 mm groß. Blütezeit ist März und April.
Die Art ist tetraploid mit 2n = 36.

## Vorkommen
Der Traun-Blaustern wächst in Edellaubwäldern, vor allem in Auwäldern, Obstgärten und Wiesen. Er kommt zerstreut bis selten in der collinen bis untermontanen Höhenstufe vor. In Österreich kommt er in Wien sehr selten, im Burgenland, Niederösterreich, Oberösterreich und Steiermark vor.

## Systematik
Scilla drunensis gehört zur Artengruppe Scilla bifolia agg. und wird nicht immer von der Art Scilla bifolia s. lat. abgetrennt. Die Art wird auch als Scilla bifolia subsp. drunensis Speta oder Scilla bifolia var. drunensis (Speta) Trávn. geführt.